# 魅力のマーチ
「魅力のマーチ」（みりょくのマーチ）は、 1973年9月21日に発売された郷ひろみ6作目のシングル。

## 解説
作詞の原案は雑誌「明星」で募集されたもの。

## 収録曲
作詞：岩谷時子／作曲：筒美京平
1. 魅力のマーチ
編曲：筒美京平
2. 逢いたい君
編曲：高田弘